# 13-as főút (Szlovákia)
A 13-as főút Szlovákia egyik 1. rendű főútja a Dunaszerdahelyi járásban. A főút Nagymegyert köti össze Medvével. A főút hossza 11,470 km. Az út a magyar országhatárt átlépve 14-es főútként Győrbe vezet, onnan 81-es főútként Székesfehérvárig folytatódik.